# Krakenburg

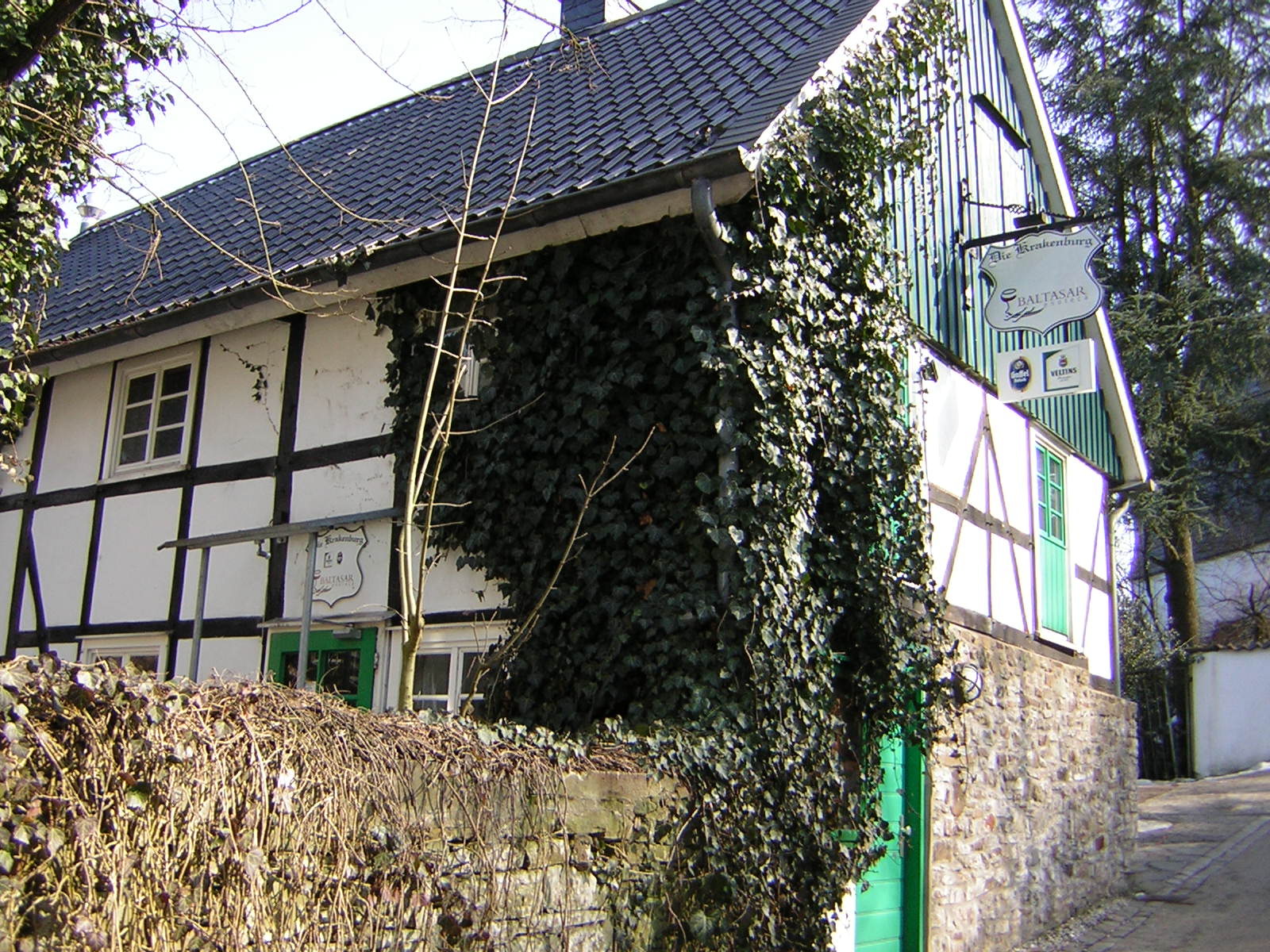
Haus „Krakenburg“ am Fuße des Klosterberges erinnert heute an die Burg

Die Krakenburg war eine Burg in Wipperfürth auf dem heutigen Klosterberg im Süden der Stadt. Deren Steine wurden später beim Bau einer Klosteranlage der Franziskaner gebraucht. Die Reste der heute nicht mehr existierenden Wehranlage wurde in die Stadtmauer integriert.
Das Datum der Erbauung ist unbekannt. Die Burg beherbergte nach dem frühen Wegzug der Edelherren von Wipperfürth ab 1143 ein Filialstift der Kanoniker von St. Aposteln in Köln, die 1189 wieder abzogen.
Geschichtliche Erwähnung findet sie im Jahr 1404, als die Kölner Wipperfürth zuerst belagert und dann besetzt hatten. Ein Bogenschütze mit dem Namen Krewell oder Krauwer schoss mit glühenden Pfeilen die unterhalb liegenden Häuser in Brand.
Heute erinnern eine Gasse und ein Spezialitätenrestaurant namens „Krakenburg“ an die lang zurückliegende Ritterzeit in Wipperfürth.

## Trivia
Krakenburg war auch der Name einer Rockmusikgruppe, die Anfang der 80er-Jahre in Rosenheim/Oberbayern existierte. 
Der Gruppenname war zunächst aus reiner Phantasie entstanden, so dachten die Gründer zumindest. Umso überraschter waren sie, als sie ca. 20 Jahre nach Auflösung der Musikgruppe über obigen Wikipedia-Beitrag erfuhren, dass der Begriff 'Krakenburg' eine historische Grundlage besitzt.
Rockmusikgruppe Krakenburg

Link zum Bild

(Bitte Urheberrechte beachten)